# Havasi Bertalan
Havasi Bertalan (Kapuvár, 1978. július 9. –) jogász, 2010-től lemondásáig , 2025. február 14-ig Orbán Viktor miniszterelnök sajtófőnöke, a Miniszterelnöki Sajtóirodát irányító helyettes államtitkár. Nős, három gyermek édesapja.

## Életpályája
Középiskolai tanulmányait a Ciszterci Rend Nagy Lajos Gimnáziumában végezte Pécsett. 2001-ben a Pécsi Tudományegyetemen szerzett jogi diplomát, majd 2004-ben európajogi szakjogász képesítést. 

## Munkahelyei
- a Publikum Rádió, Fordan-Zengő Rádió 101.2 tudósítója, szerkesztője (1995–1997),
- a Magyar Nemzet és a Duna Televízió pécsi tudósítója (1997–2000),
- a Nemzeti Kulturális Örökség Minisztériuma sajtóreferense (2000–2002),
- a Terror Háza Múzeum sajtófőnöke (2002),
- a Hír Televízió hírolvasó-műsorvezetője (2002–2005) ,
- a FIDESZ sajtófőnöke (2005–2010),
- Miniszterelnökség, a miniszterelnök sajtóstábját vezető helyettes államtitkár (2010–2015),
- Miniszterelnöki Kabinetiroda, a Miniszterelnöki Sajtóirodát vezető helyettes államtitkár (2015–2025),
- a Hungary Helps Ügynökség Nonprofit Zrt. felügyelőbizottsági tagja (2019-2020).